# Aeropuerto Municipal de Pecos
El Aeropuerto Municipal de Pecos (en inglés: Pecos Municipal Airport) (IATA: PEQ, ICAO: KPEQ, FAA LID: PEQ) es un aeropuerto de propiedad municipal a dos millas al suroeste de Pecos, en el Condado de Reeves, Texas al sur de Estados Unidos. El Plan Nacional de la FAA de Sistemas Integrados de Aeropuertos para 2009-2013 lo categoriza como un aeropuerto de aviación general.
El espacio se abrió como Aeropuerto de Pecos en 400 acres (1,6 km² ) tres millas (5 km) al sur y ligeramente al oeste de Pecos. Producto de una emisión de bonos $ 10.000 autorizada en una elección del 14 de septiembre de 1940, que se utilizaron para la compra de las tierras. El sitio fue limpiado, vallado y puesto bajo contrato. El ataque a Pearl Harbor hizo que la Fuerza Aérea del Ejército iniciara un programa de entrenamiento, primero para entre 50.000 y 70.000 pilotos, y Pecos fue elegido como uno de los cinco nuevos campos de entrenamiento. La instalación se activó el 11 de julio de 1942, mientras que todavía estaba en construcción.